# Estació d'Audruicq
L'estació d'Audruicq és una estació ferroviària situada al municipi francès d'Audruicq (al departament del Pas de Calais).
És servida pels trens del TER Nord-Pas-de-Calais (de Boulogne-Ville a Lille-Flandres i de Calais-Ville a Béthune).
| Provinença     | Estació anterior | Línia                  | Estació següent | Destinació     |
| -------------- | ---------------- | ---------------------- | --------------- | -------------- |
| Boulogne-Ville | Nortkerque       | TER Nord-Pas-de-Calais | Ruminghem       | Lille-Flandres |
| Calais-Ville   | Nortkerque       | TER Nord-Pas-de-Calais | Ruminghem       | Béthune        |